# Aphalara maculata
Aphalara maculata är en insektsart som beskrevs av Caldwell 1937. Aphalara maculata ingår i släktet Aphalara och familjen rundbladloppor. Inga underarter finns listade i Catalogue of Life.